# Brezjak
Brezjak (srp. Брезјак) je naselje na zapadu središnje Srbije. Administrativno pripada općini Loznica u Mačvanskome okrugu.

## Stanovništvo
Prema popisu iz 2002. godine, u Brezjaku živi 241 stanovnik od kojih je 197 punoljetno. Prema popisu iz 1991., u Brezjaku je živjelo 230 stanovnika. Prosječna starost stanovništa iznosi 40,8 godina (38,9 kod muškaraca i 42,8 kod žena). U naselju ima 84 domaćinstva, a prosječan broj članova domaćinstva je 2,87.
Prema popisu iz 2002. godine, Brezjak gotovo u potpunosti naseljavaju Srbi.
| broj stanovnika | 225   | 233   | 225   | 195   | 241   | 230   | 241   |
|                 | 1948. | 1953. | 1961. | 1971. | 1981. | 1991. | 2002. |